# Pilarka elektryczna
Pilarka elektryczna – elektronarzędzie służące do mechanicznego podziału ciał stałych, przede wszystkim drewna w wyniku jego ruchu i mechanicznego oddziaływania elementu skrawającego nazywanego piłą.
Rodzaje pilarek elektrycznych:
- ręczna pilarka tarczowa
- stołowa pilarka tarczowa
- pilarka stołowa-ukośnica
- elektryczna pilarka łańcuchowa
- pilarka ramowa
- wyrzynarka